# Senado Federal del Brasil
El Senado Federal de Brasil es la cámara alta del Congreso Nacional de Brasil
Fue creado junto con la primera constitución del Imperio de Brasil, otorgada en 1824, cuando se denominaba Senado del Imperio. Se inspiraba en la Cámara de los Lores del Reino Unido, pero con la república, su nombre fue cambiado a Senado Federal, con un modelo similar al del senado de los Estados Unidos.

## Composición
El senado posee 81 senadores, 3 por cada unidad federativa que compone Brasil. 
Los senadores son elegidos por un mandato de ocho años habiendo elecciones cada cuatro años, renovándose primero un tercio y cuatro años después el resto. Las elecciones se realizan desde 1994 al mismo tiempo que las presidenciales y las estatales.

## Composición actual

### Tablero director
La composición actual de la mesa del Senado es la siguiente:
| Cargo             | Nombre                  | Partido | Estado               |
| ----------------- | ----------------------- | ------- | -------------------- |
| Presidente        | Rodrigo Pacheco         | PSD     | Minas Gerais         |
| 1º Vicepresidente | Veneziano Vital do Rêgo | MDB     | Paraíba              |
| 2° Vicepresidente | Rodrigo Cunha           | União   | Alagoas              |
| 1° Secretário     | Rogério Carvalho        | PT      | Sergipe              |
| 2° Secretário     | Weverton Rocha          | PDT     | Maranhão             |
| 3° Secretário     | Chico Rodrigues         | PSB     | Roraima              |
| 4° Secretário     | Styvenson Valentim      | PODE    | Río Grande del Norte |